# Bokken

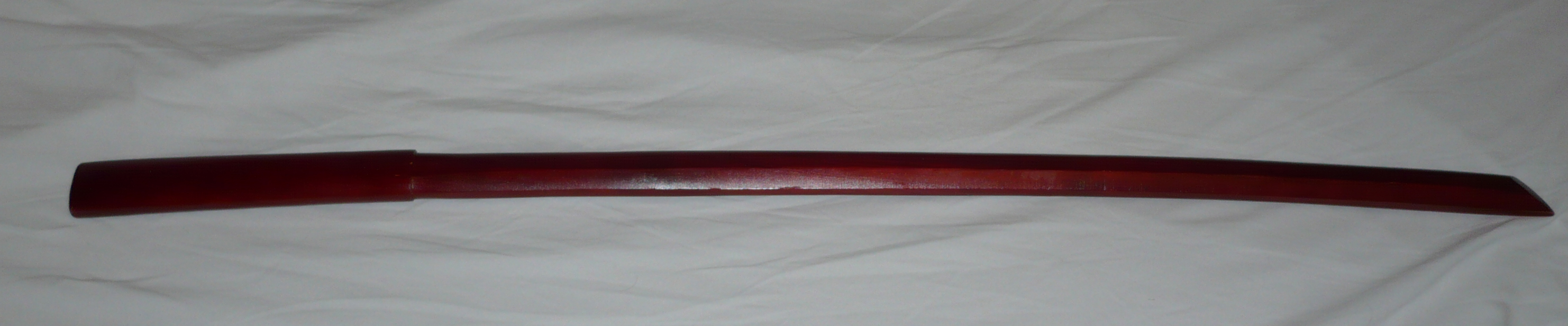
Un bokken o sable de madera.

El bokken (木剣; hiragana: ぼっけん; boku, 'madera'; ken, 'espada') o bokutō (木刀; hiragana: ぼくとう; tō, 'sable') es un sable de madera empleado en diversas artes marciales clásicas provenientes del Japón, principalmente en: la esgrima clásica japonesa o kenjutsu, la esgrima tradicional moderna o kendō, el arte de desenvainar y cortar con el sable o iaidō, y el arte de la esgrima con bastón o jōdō. Asimismo también es usado por varias artes marciales japonesas tradicionales esencialmente sin armas como parte integral de su práctica como: el jiu jitsu, el Aikidō, el ninjutsu, el judo y el kobudō japonés. Es utilizado fundamentalmente como un reemplazo o representación del sable real o katana.

## Partes
El bokken se compone de dos partes principales:
- Tsuka (mango).
- Monouchi (tercera parte del sable en la parte superior).

Otras partes:
- Kissaki (punta).
- Tsuba (aro decorativo que separa el tsuka de la hoja. Protección).
- Tsuba dome (aro de plástico colocado debajo de la tsuba para mantener ésta fija a la tsuka).
- Mune (parte contraria al filo y se considera el lomo del sable).
- Shinogi (comúnmente llamado canal de la sangre, es la línea que se encuentra en la parte media de la cara de la hoja del sable).

## Características
Generalmente miden entre 100 y 105 cm de longitud, siendo unos 28 cm de mango y el resto de hoja. Puede estar hecho de variadas maderas, la más común suele ser el roble, la que le otorga distintas propiedades.

## Diferencias entre elbokkeny elshinaio sable de bambú usado en elkendo
La principal diferencia entre el bokken y el shinai es que el bokken puede causar fracturas de huesos debido a su dureza y su forma en cuña que imita el filo de una katana.
Al tener una forma parecida a la katana es muy útil para practicar los movimientos y desplazamientos. Otra diferencia es el peso, existen modelos de bokken que son más pesados que el shinai pero menos que la katana, por lo que es una buena forma para acostumbrarse al peso de un sable de metal.

## Cuidados
Los cuidados del bokken incluyen tratamientos con aceites (de linaza), estos aceites penetran en la madera aumentando gradualmente su peso y la dificultad de su manejo, acercándolo al peso de una katana.
También deberá resguardarlo de las condiciones meteorológicas, en un lugar seco, dado que como a cualquier tipo de madera la humedad o mucha humedad no sólo puede combarlo, sino también pudrirlo. No lo guarde durante un largo período en forma vertical, siempre es mejor horizontalmente.
No es recomendable que esté barnizado dado que resultará muy resbaladizo al no absorber la transpiración, o por el contrario pegajoso, lo que causará ampollas. Algunos vienen con un proceso de protección, si no, tendrá que aceitarlo al menos un par de veces al año para impedir que la madera se seque, en este caso puede utilizar aceite de linaza hervido (no crudo, pues este crea un exceso de aceite en la superficie).

## Historia

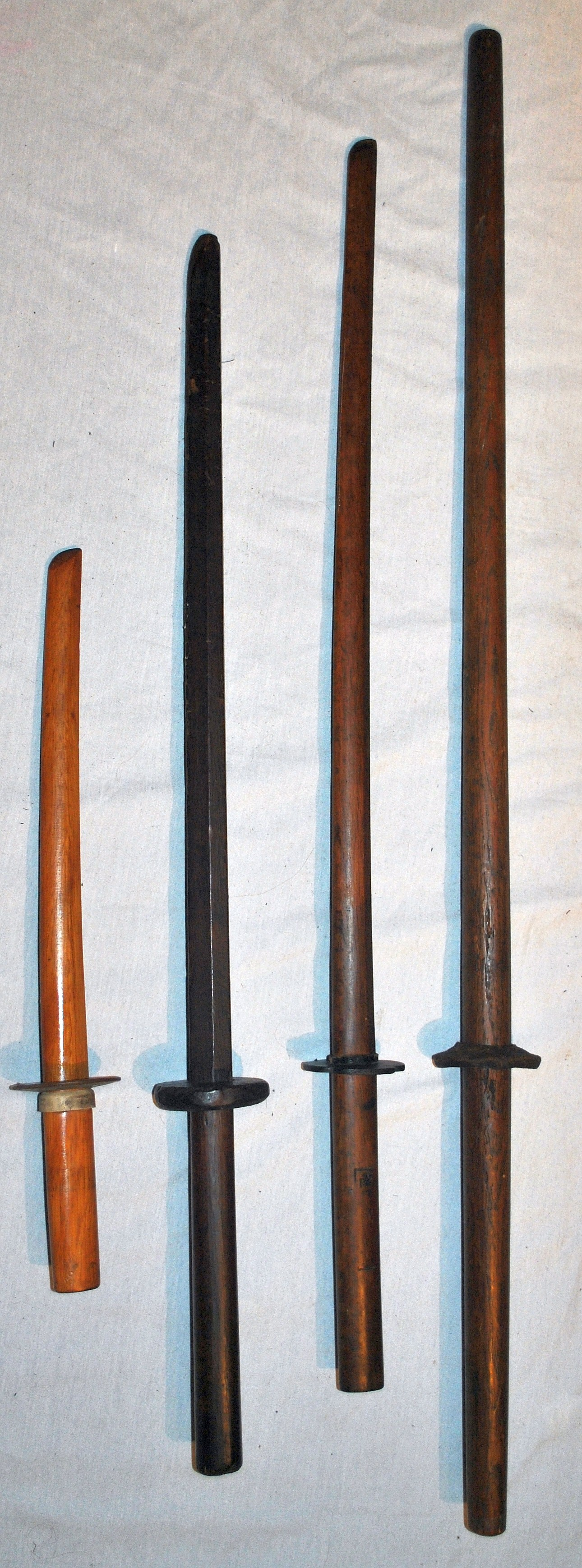

Durante el Período Muromachi (1336-1600) el empleo del bokken, también llamado bokuto, (cuando se utiliza con el tsuba), se hizo popular debido a que los guerreros comenzaron a utilizar el arte del duelo contra un oponente en lugar de la lucha en un campo de batalla. Fue de este concepto de combate que nacieron las especializaciones de diferentes estilos o escuelas "Ryu" o "Ryuha".
Como los dojos de los diferentes "Ryu" comenzaron a enseñar a sus estudiantes el arte de la esgrima, se hizo obvio que era necesario reemplazar las espadas de acero como una medida de seguridad para los estudiantes.
El filo de la hoja de la katana es frágil y agudo, el "lomo" lateral fue hecho para absorber la fuerza usada durante el corte, la estocada y el bloqueo, pero podía romperse o mellarse al entrar en contacto con otro objeto duro u otro sable. Un manejo inexperto también podía ser perjudicial.
A través de los siglos cientos de diferentes "Ryu" se especializaron en arte del kenjutsu, prácticamente todos ellos usaron el bokken para entrenarse. Al mismo tiempo que los estudiantes se convirtieron en maestros del manejo de la espada usando el bokken, obviamente también se volvieron peligrosos con el instrumento de entrenamiento mismo.
Hay varias crónicas japonesas que cuentan sobre guerreros que por una razón u otra utilizaron el bokken contra un enemigo que blandía una hoja de acero y los derrotaron. A veces estas victorias eran debido a la habilidad del guerrero en la utilización del bokken. (Ver "Biografía de Miyamoto Musashi")

## Las maderas
El bokken está hecho de una sola pieza de madera, aunque haya algunos hechos en varias partes del mundo, los más populares proceden de Japón y son de roble japonés rojo o blanco.
Estas maderas hicieron popular al bokken japonés debido a que su grano compacto lo hace maravillosamente liso, suave y contundente. Algunos expertos dicen que el roble blanco es superior al rojo porque éste no se comba tanto y no tiene muchos nudos.
Otras maderas pueden ser arce, nogal, incienso, ébano, guayubira todo depende del uso que se le piensa dar, de acuerdo a eso se selecciona el peso, balance y resistencia. Si se va a utilizar en combates contra otra arma no podrá ser de madera liviana y blanda, pues se romperá fácilmente; en cambio, si lo que se desea es el fortalecimiento de los brazos y hombros existen los denominados suburi-to, de mucho más peso.

## Además
Aunque son más seguros que las espadas deben ser considerados un arma. Después de su uso contra otro bokken, jō, etc., debe asegurarse de que no haya ninguna astilla o daño. Si está dañado, esto podría causarle heridas al oponente durante la práctica.